# Уффорд, Роберт де, 1-й граф Саффолк
Роберт де Уффорд (англ. Robert de Ufford; 9 августа 1298 — 4 ноября 1369) — английский аристократ, 2-й барон Уффорд с 1316 года, 1-й граф Саффолк с 1337 года. Рыцарь ордена Подвязки. Участвовал в Столетней войне под началом короля Эдуарда III и Чёрного принца; в частности, сражался при Креси в 1346 году и при Пуатье в 1356 году, где командовал арьергардом. Был одним из доверенных советников короля, участвовал во многих дипломатических миссиях.

## Биография
Роберт де Уффорд принадлежал к землевладельческому роду из Саффолка (Восточная Англия). Его дед, тоже Роберт, был младшим сыном рыцаря Джона Пейтона и обладателем поместья Уффорд, благодаря которому получил новую фамилию. Роберт-дед участвовал во многих походах короля Эдуарда I и несколько лет занимал должность юстициария Ирландии; его сын, тоже Роберт, расширил семейные владения за счёт женитьбы на Сесили де Валонь и стал в 1308 году первым бароном Уффорд. Роберт-младший родился 9 августа 1298 года в семье Роберта-барона и Сесили. Он был вторым из шести сыновей, но после смерти старшего брата стал наследником отца.
Первый барон Уффорд умер в 1316 году. Его сын получил семейные владения и титул, вступив в свои права двумя годами позже. В последующие годы Роберт был посвящён в рыцари, работал в составе разного рода комиссий в Саффолке; в 1322 году он сражался с мятежниками при Боробридже, но в 1326 году поддержал свержение короля Эдуарда II. В мае — июне 1329 года Уффорд сопровождал Эдуарда III в его поездке на континент, в Амьен, для принесения вассальной присяги королю Франции. За верную службу он получил от королевы Изабеллы Французской и её фаворита Роджера Мортимера ряд пожалований — город и замок Орфорд в Саффолке, поместья в Кенте и Норфолке. Тем не менее в 1330 году сэр Роберт оказался в числе сторонников Эдуарда III, которые совершили государственный переворот в Ноттингеме. Он участвовал в аресте Мортимера и оказался причастен к гибели двух сторонников последнего, сэра Хью де Турплингтона и Ричарда де Монмута; 12 февраля 1331 года датируется официальное королевское помилование за эти убийства.
После прихода Эдуарда III к власти начинается возвышение Уффорда. Сэр Роберт получил в награду поместья в Норфолке, доходные дома в Крипплгейте и должность хранителя лесов к югу от Трента, принадлежавшие до этого стороннику Мортимера Джону Мальтраверсу, стал камергером. Начиная с 1332 года его вызывают в парламент как барона Уффорда, и с этого момента он становится одним из ближайших советников короля. В 1337 году Уффорд получил должность адмирала Севера и титул графа Саффолка с дополнительными поместьями и рентой для поддержания графского достоинства.
Сэр Роберт выполнил ряд важных дипломатических миссий. В 1335 году он вёл переговоры с шотландцами, в 1337—1338 годах — с королём Франции Филиппом VI, императором Людвигом Баварским и королём Шотландии Дэвидом Брюсом, в 1339 — с графом Фландрии Людовиком Мальским, в 1343 — с папой римским, в 1348 и 1350 — снова с Фландрией и Францией. С 1339 года Уффорд участвовал в боевых действиях на континенте. В 1340 году он попал вместе с графом Солсбери в плен в Лилле; Филипп VI Французский хотел казнить обоих пленников, и они сохранили жизнь только благодаря мольбам Иоганна Люксембургского, короля Чехии. Позже Суффолк и Солсбери получили свободу за большой выкуп.
Вернувшись в Англию, сэр Роберт принял участие в ряде больших турниров (1342 год), стал одним из «рыцарей Круглого стола», собранных Эдуардом III в Виндзоре в феврале 1344 года. Он не вошёл в число рыцарей-основателей ордена Подвязки, но стал кавалером этого ордена вскоре после его создания (в 1348 году). Барон был в составе армии, высадившейся летом 1342 года в Бретани, и отличился при взятии Ренна. В 1344—1347 годах Уффорд снова занимал пост адмирала Севера. В 1346 году он сопровождал короля в очередном континентальном походе; барон совместно с Хью ле Диспенсером разбил французский отряд в начале отступления от Сены на север, а 26 августа сражался при Креси (именно он посоветовал Эдуарду III выбрать это место для битвы). В 1350 году сэр Роберт участвовал в разгроме кастильского флота при Винчелси, в 1355 — в набеге Чёрного принца на Лангедок, в начале 1356 года возглавил набег на Рокамадур.
Летом 1356 года граф вместе с Чёрным принцем двинулся из Бордо на север, к Луаре. В битве при Пуатье он командовал вместе с графом Солсбери (сыном своего былого товарища) третьей «баталией», то есть арьергардом; из-за попытки английской армии избежать битвы основной удар врага пришёлся как раз на это подразделение. Сэр Роберт смог организовать эффективную оборону, и французы были наголову разбиты. На обратном пути Уффорд возглавлял авангард. Позже он получил свою долю в три тысячи флоринов из выкупа за графа Осерского, попавшего при Пуатье в плен. В 1359 году сэр Роберт был в составе армии, действовавшей в Шампани, но после этого уже не участвовал в войнах. Последнее королевское поручение, которое он выполнил, было связано с переговорами о браке Эдмунда Лэнгли (сына Эдуарда III) с дочерью графа Фландрского в 1362 году.
Последние годы жизни граф провёл в своих саффолкских поместьях. Там он, в частности, перенёс на новое место монастырь премонстрантов, расположенный в Лейстоне. Сэр Роберт умер 4 ноября 1369 года, во время очередной эпидемии чумы; он завещал похоронить себя в аббатстве Кэмпси, рядом с женой (та умерла годом ранее) и братом Ральфом, причём вдове последнего оставил двадцать марок на восстановление церковного колледжа.

## Семья
Роберт де Уффорд был женат примерно с 1320 или 1324 года на Маргарет де Норвич, дочери сэра Уолтера де Норвича и Кэтрин де Хедерсет, вдове Томаса Кейли. Маргарет обязалась выплатить королю 20 фунтов за возможность выйти замуж по своему желанию, но в 1329 году супруги добились аннулирования этого долга. В этом браке родились:
- Роберт де Уффорд (умер при жизни отца);
- Уильям де Уффорд, 2-й граф Саффолк;
- Уолтер де Уффорд;
- Томас де Уффорд[8];
- Джоан де Уффорд, невеста Джона де Сент-Филиберта (брак не был заключён);
- Кэтрин де Уффорд, жена Роберта Скейлза, 3-го барона Скейлза[12];
- Сесили де Уффорд, жена Джона Уиллоуби, 3-го барона Уиллоуби де Эрзби;
- Маргарет де Уффорд, жена Уильяма Феррерса, 3-го барона Феррерса из Гроуби;
- Мод де Уффорд, монахиня[2].